# El maquinista
El maquinista (títol original en anglès: The Machinist) és una pel·lícula hispano-estatunidenca dirigida per Brad Anderson, estrenada l'any 2004 i doblada al català.
Algunes de les seves escenes van ser rodades al Parc d'atraccions del Tibidabo.

## Argument
Trevor Reznik és un treballador en una fàbrica, que pateix un insomni sever el qual el torna cada vegada més demacrat. El seu aspecte inquietant i el seu comportament estrany fa que se separi dels seus col·legues. Finalment, es tornen contra ell després d'estar implicat en un accident que provocarà la pèrdua del braç esquerre del seu col·lega Miller Trevor, distret per un col·lega anomenat Ivan, responsable de l'accident. Ningú no coneix Ivan i no hi ha cap pista d'ell com a empleat. Trevor només sembla trobar la pau als braços de Stevie, una prostituta que desenvolupa una autèntica afecció per a ell, o en companyia de Maria, una criada a l'aeroport on passa totes les seves nits blanques: afirma no haver dormit des de fa un any.

## Repartiment
- Christian Bale: Trevor Reznik
- Jennifer Jason Leigh: Stevie, la prostituta
- Aitana Sánchez-Gijón: Maria
- John Sharian: Ivan
- Michael Ironside: Miller
- Lawrence Gilliard Jr: Jackson

## Rebuda
- Crítica: "Té la seva millor basa en l'esgarrifosa interpretació de Christian Bale (...) D'altra banda, és una sòlida història de culpes i penitències, hàbilment amagada entre els plecs d'una aparent pel·lícula de gènere fantàstic, però en realitat dotada d'un realisme magnètic, fred i corrosiu"[3]

## Premis i nominacions
- 2004: Festival de Cinema Fantàstic de Sitges: Premis al Millor actor (Christian Bale) i Fotografia
- 2004: Premis Goya: Nominada a la millor BSO
- 2005: Premis del Cinema Europeu: Nominada al Premi del públic millor actor (Bale)